# تنتفريل (آيت حكيم)
تنتفريل هو دُوَّار يقع بجماعة آيت حكيم آيت يزيد، إقليم الحوز، جهة مراكش آسفي في المملكة المغربية. ينتمي الدوّار لمشيخة آيت حكيم التي تضم 4 دواوير. يقدر عدد سكانه بـ 644 نسمة حسب الإحصاء الرسمي للسكان والسكنى لسنة 2004.

## روابط خارجية
- البوابة الوطنية للجماعات الترابية نسخة محفوظة 12 مارس 2018 على موقع واي باك مشين.
- المندوبية السامية للتخطيط